# Cyril Wecht
Cyril Harrison Wecht (Dunkard, 20 de março de 1931 – 13 de maio de 2024) foi um patologista forense americano. Ele foi consultor em vários casos importantes, mas talvez seja mais conhecido por suas críticas às descobertas da Comissão Warren relativas ao assassinato de John F. Kennedy.
Foi presidente da Academia Americana de Ciências Forenses e da Faculdade Americana de Medicina Legal e chefiou o conselho de administração do Conselho Americano de Medicina Legal. Ele serviu como Comissário do Condado e médico legista do condado de Allegheny, servindo a Região Metropolitana de Pittsburgh.

## Biografia
Wecht nasceu de pais imigrantes judeus em uma pequena vila mineira em Dunkard Township, Pensilvânia, chamada Bobtown. Seu pai, Nathan Wecht, era um lojista nascido na Lituânia; sua mãe ucraniana, Fannie Rubenstein, era dona de casa e ajudava na loja. Quando Wecht era jovem, Nathan mudou a família primeiro para McKees Rocks, Pensilvânia, e depois para o bairro de Hill District, em Pittsburgh, Pensilvânia, e abriu uma mercearia. Ele frequentou e se formou na agora fechada Fifth Avenue High School, em Pittsburgh.
Wecht tinha inclinações musicais e foi diretor de concertos da Orquestra da Universidade de Pittsburgh durante seus anos de graduação. Ele obteve um BS da Universidade de Pittsburgh em 1952, um diploma de MD da Faculdade de Medicina da Universidade de Pittsburgh em 1956, um LL. B da Faculdade de Direito da Universidade de Pittsburgh em 1962, e um diploma de JD pela Faculdade de Direito da Universidade de Maryland. Após servir na Força Aérea dos Estados Unidos, tornou-se patologista forense. Ele serviu na equipe do Hospital St. Francis em Pittsburgh antes de se tornar vice-médico legista do condado de Allegheny em 1965. Quatro anos depois, ele foi eleito legista. Wecht serviu como médico legista de 1970 a 1980 e novamente de 1996 a 2006.
Membro do Partido Democrata, foi presidente do Partido Democrata do Condado de Allegheny de 1978 a 1984.

## Carreira forense
"Cyril, obviamente, é uma figura nacional e internacional em muitos aspectos, por isso temos sorte de ter alguém da sua estatura aqui no condado de Allegheny".— Rich Fitzgerald 
Wecht ficou famoso aparecendo na televisão e consultando mortes com um alto perfil da mídia. Alguns dos casos incluem; Robert F. Kennedy, Sharon Tate, Brian Jones, o tiroteio do Exército Simbionês de Libertação, John F. Kennedy, o surto da doença dos legionários, Elvis Presley, Kurt Cobain, JonBenét Ramsey, Herman Tarnower (o guru da dieta scarsdale), Danielle van Dam, Sunny von Bülow, o incidente do Ramo Davidiano, Vincent Foster, Laci Peterson, Daniel e Anna Nicole Smith e Rebecca Zahau.[carece de fontes?] Durante sua carreira, Wecht realizou mais de quatorze mil autópsias. Ele foi professor clínico na Faculdade de Medicina da Universidade de Pittsburgh e professor adjunto de direito na Universidade Duquesne.

### Cyril H. Wecht e Associados de Patologia
Desde 1962, Wecht teve consultório particular. Ele atuou como consultor de patologia médico-legal e forense em casos civis e criminais. Wecht foi consultado por demandantes e advogados de defesa em casos civis, e por promotores e advogados de defesa em casos criminais em jurisdições nos Estados Unidos e no exterior.
Seus compromissos de consultor forense incluem:
- o Departamento de Polícia do Condado de Los Angeles em relação ao assassinato de Robert F. Kennedy em 1968, aos casos de Sharon Tate/LaBianca em 1969 e às mortes pelo Exército Simbionês de Libertação em 1974;
- o Hospital da Saúde, Zona do Canal do Panamá como membro do Painel de Especialistas em Doenças dos Legionários Americanos (Departamento de Saúde, Educação e Bem-Estar, Centros de Controle de Doenças)
- o programa de televisão da rede ABC, 20/20, em relação ao assassinato de John F. Kennedy (1976) e à morte de Elvis Presley (1979)
- o Comitê de Assassinatos da Câmara dos Deputados dos Estados Unidos
- o filme de 1991, JFK
- o especialista no caso Jeffrey Locker.[17]

## Publicações
Wecht escreveu muitos livros, incluindo:
- From Crime Scene to Courtroom (2011)
- Investigation of Police Related Deaths (2011)
- Forensic Science and Law (2006)
- Tales from the Morgue (2005)
- Forensic Aspects of Chemical and Biological Terrorism (2004)
- Mortal Evidence (2003)
- Into EVIDENCE: Truth, Lies and Unresolved Mysteries in the Murder of JFK
- November 22, 1963: A Reference Guide to the JFK Assassination
- Grave Secrets: A Leading Forensic Expert Reveals the Startling Truth about O.J. Simpson, David Koresh, Vincent Foster, and Other Sensational Cases
- Who Killed JonBenet Ramsey?
- A Question of Murder
- Cause of Death (1993)
- Legal Medicine (1985)
- Exploring the Medical Malpractice Dilemma (1972)
- Preparing and Winning Medical Negligence Cases (2016)
- Forensic Pathology in Civil & Criminal Cases (2016)
- The Life and Deaths of Cyril Wecht: Memoirs of America's Most Controversial Forensic Pathologist (2020)[18][19]
- The JFK Assassination Dissected: An Analysis by Forensic Pathologist Cyril Wecht (2021)[20]
- Final Exams: True Crime Cases from Forensic Pathologist Cyril Wecht [21](2021)

## Morte
Wecht morreu em 13 de maio de 2024, aos 93 anos.